# Birger Ehnrot
Karl Gustaf Birger Ehnrot, född den 6 september 1910 i Halmstad, död den 27 juli 2000 i Göteborg, var en svensk militär (överste).

## Biografi
Ehnrot avlade studentexamen 1928 och officersexamen 1932. Han blev löjtnant i kustartilleriet 1935 och kapten 1941. Ehnrot genomgick Kungliga Sjökrigshögskolans artillerikurs 1943, var tygmästare vid Gotlands kustartilleriförsvar (KA 3) 1943–1946 och bataljonschef vid Vaxholms kustartilleriregemente (KA 1) 1946–1950. Han befordrades till major 1946, till överstelöjtnant 1954 och till överste 1961. Ehnrot var lärare vid kustartilleriets skjutskola 1950–1953 och tjänstgjorde vid marinförvaltningen 1953–1958. Han var chef för kustartilleriets radarskola 1958–1961, för Gotlands kustartilleriförsvar med Gotlands kustartillerikår (KA 3) 1961, för kustartilleriets skjutskola 1962–1963 och Karlskrona kustartilleriregemente (KA 2) 1963–1970. Ehnrot blev ledamot av Kungliga Örlogsmannasällskapet 1956. Han blev riddare av Svärdsorden 1946, kommendör av samma orden 1965 och kommendör av första klassen 1969. 
Birger Ehnrot var son till fanjunkare Gustaf Adolf Ehnrot och Agnes Bergengren. Han gifte sig 1940 med Inga Ljungnér (1911–1989).